# Agave garciae-mendozae
Agave garciae-mendozae là một loài thực vật có hoa trong họ Măng tây. Loài này được Galván & L.Hern. mô tả khoa học đầu tiên năm 2002.